# Étienne Paul Beynet
Etienne-Paul-Emile-Marie Beynet (29 d'octubre de 1883-9 d'abril de 1969) fou un general francès.
Va ingressar a 'exèrcit al començament del segle XX i va anar ascendint; va participar en la Primera Guerra Mundial quan tenia poc més de 30 anys, i va passar pels graus de capità i comandant; el 15 de gener de 1928 com a tinent.coronel fou enviat a l'estat major de les forces del Llevant on fou ajudant del Cap de l'Estat Major fins que el 30 de maig de 1930 va ocupar el càrrec de Cap de l'Estat Major al Llevant durant un any. El 25 de juny de 1932 sent coronel va agafar el comandament de la VII Brigada de Muntanya. Va ascendir a general de brigada el 25 de juny de 1935. El 1 de desembre de 1935 va anar a estudiar al Centre d'Alts Estudis Militars durant sis mesos, i al sortir fou nomenat governador militar de Briançon. El 24 de gener de 1938 va agafar el comandament interí de la Divisió d'Alger a Algèria sent nomenat major general el 23 de setembre de 1938. El 2 de setembre de 1939 va agafar el comandament de la Divisió 81 d'infanteria i tres mesos després, el 27 de novembre següent, el comandament del XIV Cos d'Exèrcit. El 6 de juliol de 1940 fou assistent del General comandant de la XIX regió militar agafant el comandament d'aquesta el 20 d'agost de 1940. Va ascendir a tinent general el 20 de febrer de 1941 i el 17 de setembre de 1941 fou cap de la delegació francesa a la comissió d'armistici de Wiesbaden. El 1942 va fugir a Gran Bretanya i fou retirat el 29 d'octubre de 1942. Es va incorporar a l'exèrcit de la França Lliure el 26 de març de 1943. El 10 de novembre de 1943 fou enviat a Washington com a cap de la missió militar francesa. El 23 de gener de 1944 fou designat alt comissionat francès al Llevant o comandant de les forces del Llevant; Fou designat general de França el 23 d'octubre de 1944. Es va retirar el 15 de març de 1946 però va restar al seu càrrec fins a la retirada francesa l'abril i setembre (Síria i Líban) de 1946.

## Foto
- Foto